# Monção, Maranhão
Monção là một đô thị thuộc bang Maranhão, Brasil. Đô thị này có diện tích 1345,041 km², dân số năm 2007 là 27283 người, mật độ 20,28 người/km².